# 駐日ルクセンブルク大使館
駐日ルクセンブルク大使館（ちゅうにちルクセンブルクたいしかん、ルクセンブルク語: Ambassade vu Lëtzebuerg a Japan、フランス語: Ambassade du Luxembourg au Japon、ドイツ語: Luxemburgische Botschaft in Japan、英語: Embassy of Luxembourg in Japan）は、ルクセンブルクが日本の首都東京に設置している大使館である。在東京ルクセンブルク大使館（ルクセンブルク語: Ambassade vu Lëtzebuerg zu Tokyo、フランス語: Ambassade du Luxembourg à Tokyo、ドイツ語: Luxemburgische Botschaft in Tokio、英語: Embassy of Luxembourg in Tokyo）とも。

## 沿革
1927年、初代公使安達峯一郎がルクセンブルク大公シャルロットに信任状を捧呈して両国間の外交関係が樹立。
しかし、第二次世界大戦の影響で大公シャルロットと同国首相ピエール・デュポン率いる亡命政府が連合国に肩入れしてナチス・ドイツに対する敵対政策を採ったことにより、当時ドイツと同盟関係にあった大日本帝国は形式的ながらもルクセンブルクと戦争状態になった。
1952年4月28日にサンフランシスコ平和条約の発効により日本国が独立した後、1953年3月10日、日本とルクセンブルクの間で公文が交換されて国交が回復した。
1987年3月、駐日大使館が開設された。1989年2月には、大使ジャン＝ルイ・ヴォルツフェルトが大公ジャン、同妃ジョセフィーヌ、外務担当国務大臣ロベール・ゲッベルスと共に昭和天皇の大喪の礼に参列している。
2001年、千代田区四番町に大使館と大使公邸などを含む地下一階、地上12階建てのルクセンブルクハウス（ルクセンブルグハウス、英語: Luxembourg House）が起工され、同国大使ピエール・グラメーニャが立ち会った。ルクセンブルクハウスは2003年に竣工し、大使ミッシェル・プランシェール＝トマシーニが立ち会った。
2003年4月、それまで別々の場所にあった大使館や大使公邸がルクセンブルクハウスに移転する。同年9月3日、大公アンリ臨席のもと新大使館の開館式典が執り行われ、憲仁親王妃久子、副首相・外務大臣リディー･ポルファー、経済・運輸大臣アンリ・グレーテンをはじめとする両国の来賓が参列した。
2019年5月16日、大使ピエール・フェリングが皇居で天皇徳仁に信任状を捧呈して、令和時代に初めて信任状を捧呈した駐日大使となった。

## 所在地
日本語〒102-0081　東京都千代田区四番町8-9 ルクセンブルクハウス1F
英語Luxembourg House 1F, Yonbanchō 8-9, Chiyoda-ku, Tokyo 102-0081

## 大使
2024年10月24日より、ミシェル・レーシュが特命全権大使を務めている。

## 管轄区域
日本全土に加えて、フィリピンを管轄している。

## ギャラリー

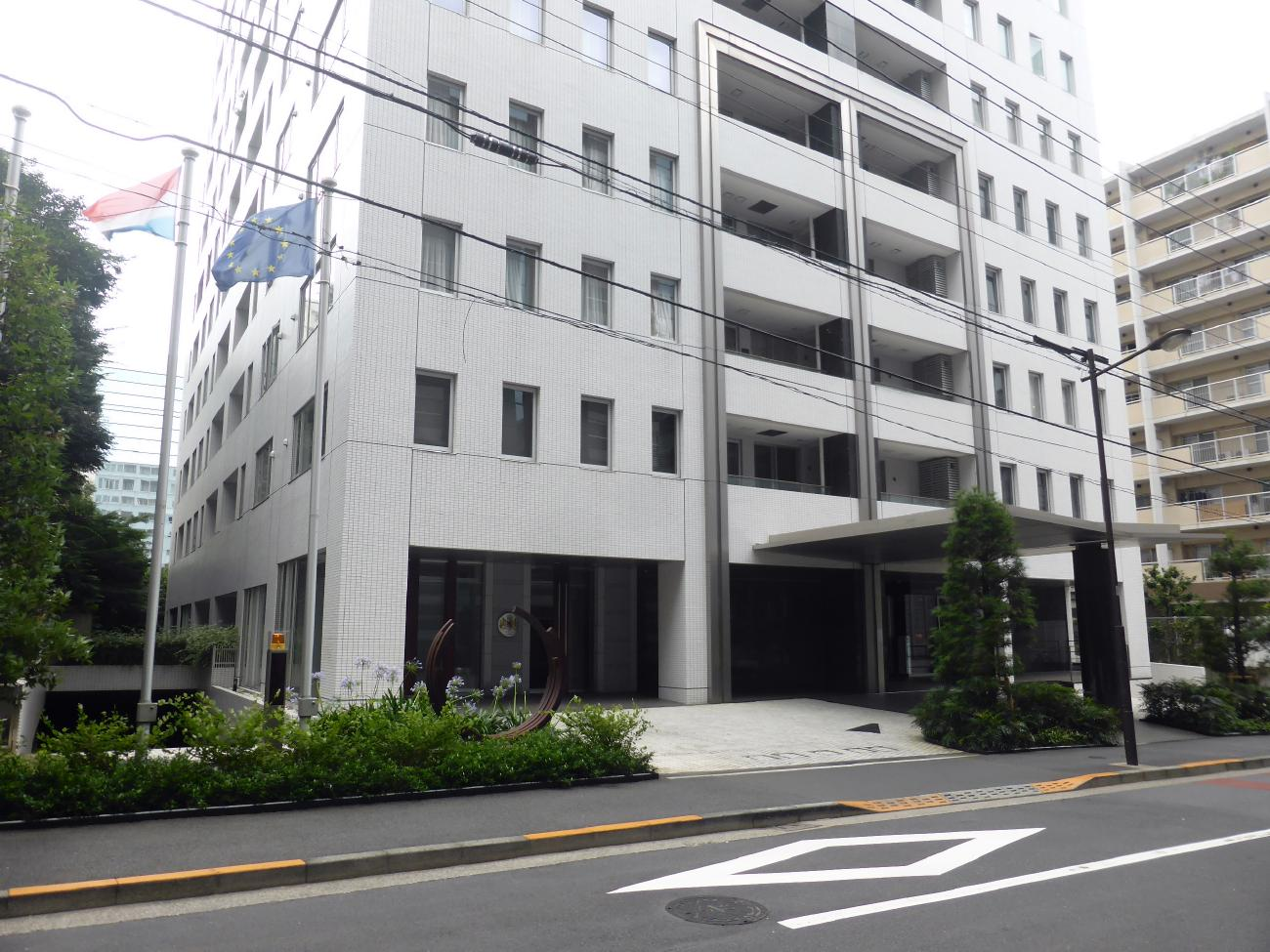
ルクセンブルクハウス
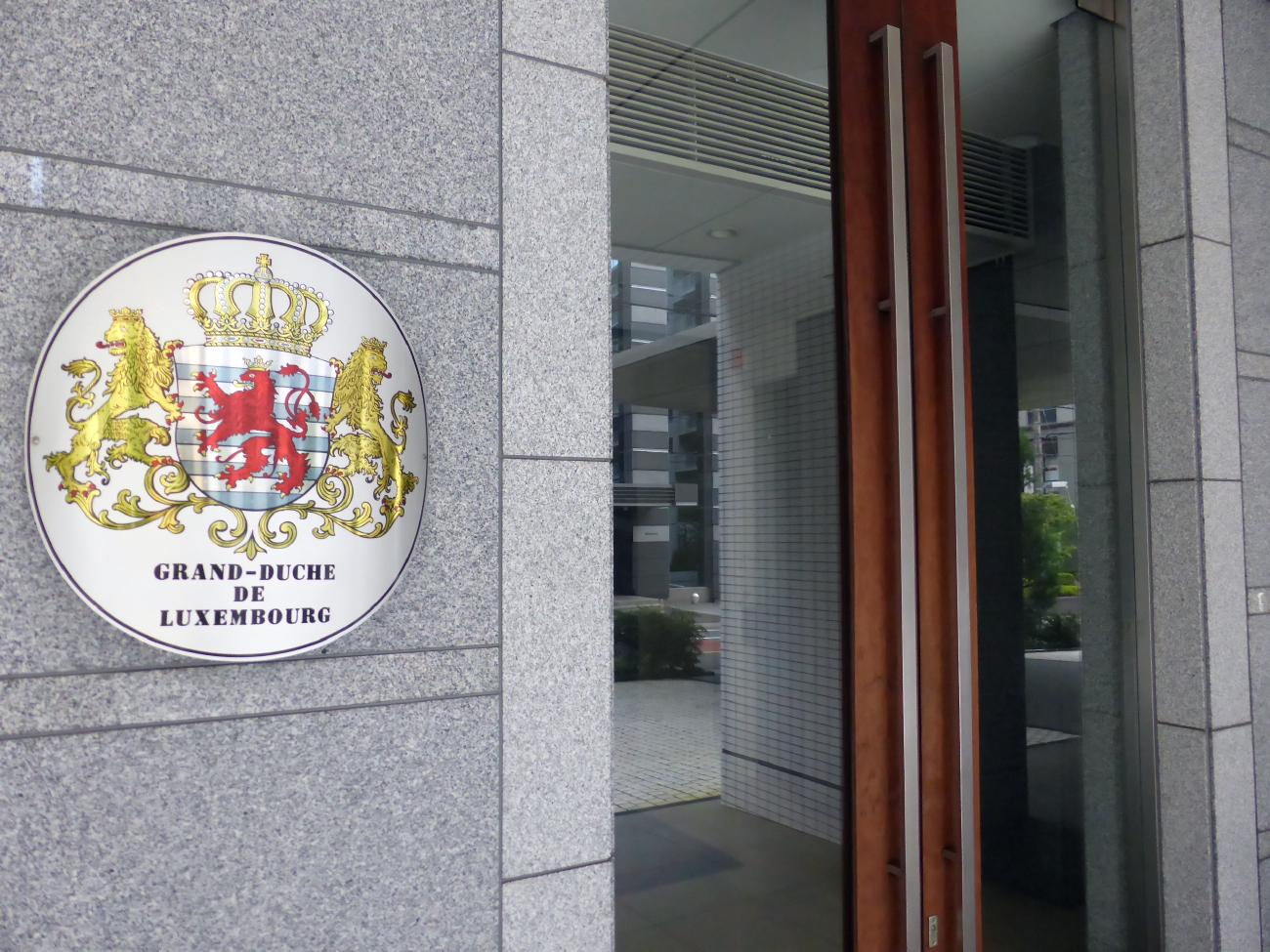
ルクセンブルク大使館の国章
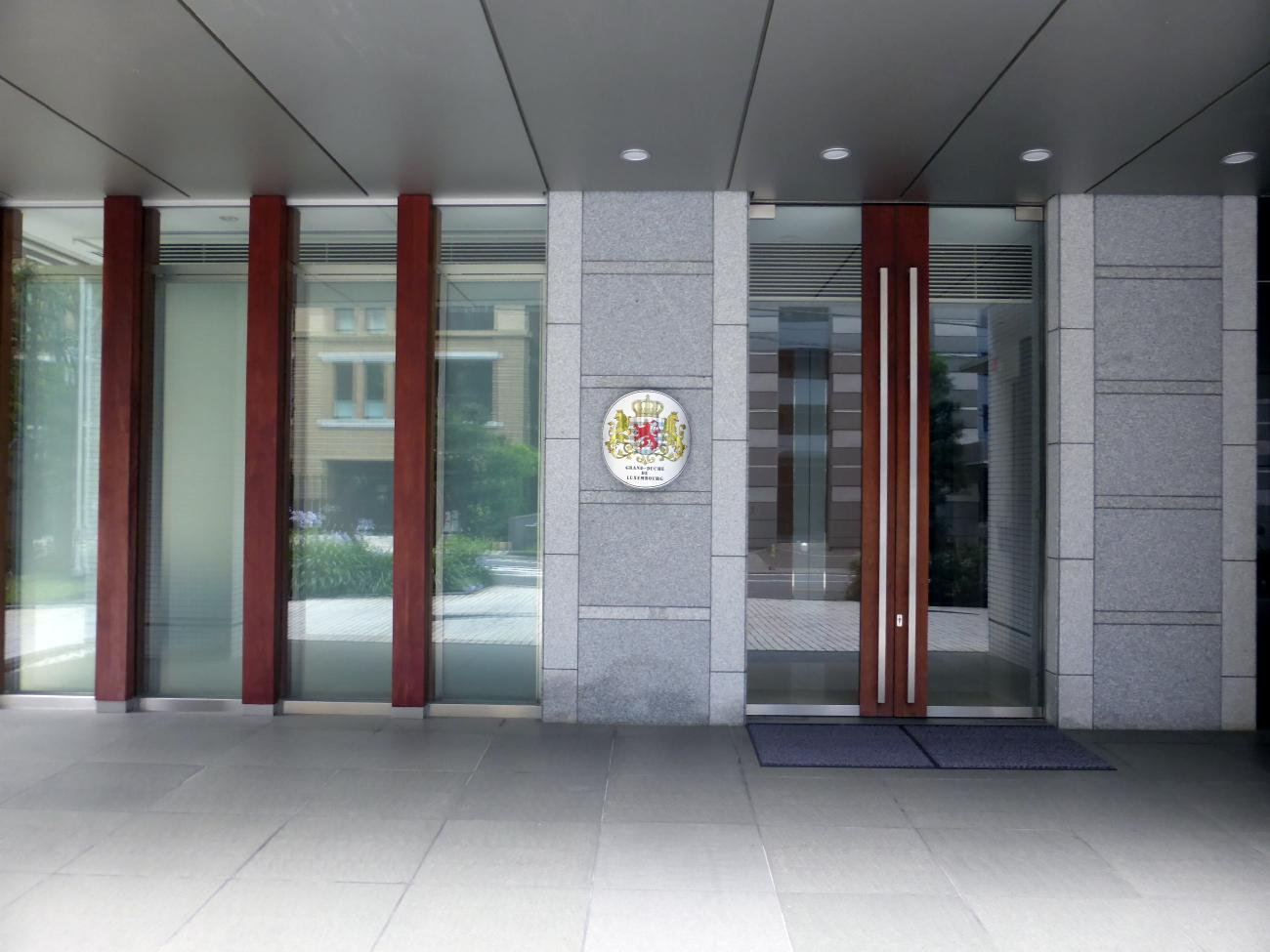
ルクセンブルク大使館は建物の1階